# Wirtualni chłopcy
Wirtualni chłopcy – singel zespołu Pidżama Porno promujący płytę Bułgarskie Centrum. Singiel został wydany w ograniczonym nakładzie (każdy egzemplarz jest numerowany) przez S.P. Records w 2004 roku. Singiel nie był dostępny w sprzedaży. 

## Lista utworów
1. Wirtualni chłopcy – wersja radiowa